# Ann Putnam
Pour les articles homonymes, voir Putnam.
Ann Putnam Junior, tout comme Betty Parris et Abigail Williams, est un témoin important du procès des sorcières de Salem, alors qu'elle est âgée de 12 ans.

## Biographie
Née le 18 octobre 1679 à Danvers (alors Salem Village), Ann est l'aînée des 12 enfants de Thomas Putnam (1652-1699) et Ann Putnam (née Carr, 1661-1699). Elle est la cousine de Mary Walcott, parmi les autres personnes se plaignant de faits de sorcellerie. Elle est également l'amie de quelques-unes des jeunes filles se plaignant d'être possédées par la maladie étrange qui marqua le début de l'affaire, Elizabeth Hubbard, Mary Walcott, Mercy Lewis, Abigail Williams et Mary Warren.
En mars 1692, Ann Putnam se déclare elle-même malade. Elle se décrit en proie à des crises d'épilepsie, comme étant pincée par des esprits invisibles, ayant des visions de spectres et de cercueils, et se mettant à aboyer comme un chien,.

## Procès des sorcières de Salem
Elle est l'une des plus jeunes accusatrices, et l'une des plus actives, pendant l'affaire. Elle affirme avoir été tourmentée par 62 personnes différentes — dont Ann Foster — et témoigne dans plusieurs procès, notamment contre Giles Corey. Son témoignage participe à mener à l’exécution de 20 personnes, ainsi que la mort d'autres en prison.
En 1706, Ann Putnam est la seule à offrir des excuses pour sa participation au procès des sorcières. Elle se tient devant son église pendant que ses excuses étaient lues par le révérend Joseph Green, successeur de Samuel Parris :
| « Je souhaite me mortifier devant Dieu pour la triste et humiliante providence qui a frappé la famille de mon père vers l'an 1692 ; que j'ai, étant enfant, pu, par une telle providence divine, devenir l'instrument d'accusations de plusieurs personnes pour des crimes graves, par lesquelles leurs vies ont été emportées et alors que j'ai maintenant de justes et bonnes raisons de penser qu'il s'agissait de personnes innocentes ; et que c'était une grande illusion de Satan qui m'abusa dans ce triste temps, illusion dont je crains à juste titre d'avoir été l'instrument, avec d'autres, quoique par ignorance et inconsciemment, pour répandre sur moi-même et sur cette terre la culpabilité d'un sang innocent ; bien que je puisse vraiment dire devant Dieu et les hommes que je ne fis pas par colère, méchanceté ou mauvaise intention envers quiconque, parce que je n'avais rien de tel contre aucun d'eux ; mais ce que je fis le fut par ignorance, étant abusée par Satan. Et en particulier, puisque je fus le principal instrument de l'accusation de maîtresse Nurse et de ses deux sœurs, je veux m'étendre dans la poussière et être mortifiée pour cela, de ce que j'ai été la cause, avec d'autres, d'une si triste calamité pour elles et leurs familles ; raison pour laquelle je veux m'allonger dans la poussière et sincèrement implorer le pardon de Dieu et de tous ceux à qui j'ai donné un juste motif de douleur et d'affront, dont les proches ont été emportés ou accusés. » (traduction libre) |

Après la lecture, Putnam déclare que le texte est sa confession et reçoit la Communion. 

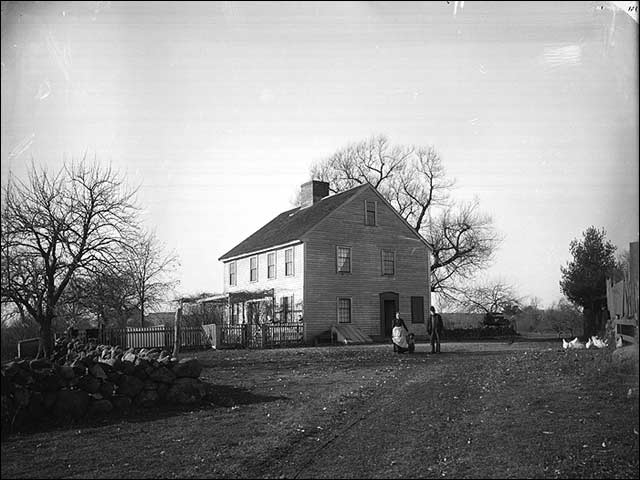
Maison de Ann Putnam, photographiée vers 1891

Selon des historiens, les parents d'Ann et les anciens de la communauté la contraignirent à accuser ceux à qui ils gardaient rancune et dont ils voulaient tirer vengeance. Un grand nombre d'accusés étaient des connaissances, plus ou moins proches, de la puissante famille Putnam,.
À la mort de ses parents en 1699, Ann doit élever seule ses neuf frères et sœurs âgés de 7 mois à 18 ans. Elle ne se marie jamais et vit à Danvers jusqu'à sa mort en 1716. Elle y est enterrée avec ses deux parents.

## Dans les arts et la culture
Ann Putnam est un personnage de la pièce Les Sorcières de Salem d'Arthur Miller. Elle y est nommée Ruth, afin d'éviter une confusion avec sa mère, prénommée Ann également, qui est un personnage important de la pièce.